# Bulbophyllum gehrtii
Bulbophyllum gehrtii är en orkidéart som beskrevs av E.C.Smidt och Eduardo Leite Borba. Bulbophyllum gehrtii ingår i släktet Bulbophyllum och familjen orkidéer. Inga underarter finns listade i Catalogue of Life.